# Kreye
Le kreye (ou krẽjê) est une langue de la famille des langues jê parlée au Brésil.

## Classification
Le kreye est un des parlers du sous-groupe timbira. Il est parlé par les Amérindiens du groupe Kreye. La langue est parlée principalement dans l'État brésilien de Maranhão, ainsi qu'au Pará.  
Les diffèrent groupes Timbira considèrent qu'au delà des différences linguistiques ils parlent une seule et même langue, le timbira qui fonde leur identité collective. 